# Wolfram Hausmann
Wolfram Hausmann (* 3. Oktober 1922 in Pasing; † 15. Januar 2006 in Krailling) war ein deutscher Geograph und Hochschullehrer. 

## Leben und Wirken
Wolfram Hausmann studierte Geographie in München und promovierte 1953 bei Hans Fehn mit einer Arbeit über die Oberallgäuer Flyschlandschaft. Nach dem Referendariat leitete er die Realschule in Lindau. Von 1963 an lehrte er Didaktik der Geographie am Staatsinstitut für die Ausbildung der Lehrer an Realschulen in München, von 1974 bis 1977 als Professor für Didaktik an der Universität Würzburg, von 1977 bis 1986 an der Universität Augsburg. Seine Lehrtätigkeit, seine Mitarbeit an den Lehrplänen für die Realschulen und seine in hohen Auflagen gedruckten Schulbücher formten das Schulfach Erdkunde in Bayern über Jahrzehnte. 
In seiner Lindauer Zeit vertrat Hausmann das Land Bayern im Vorstand des Vereins für Geschichte des Bodensees und seiner Umgebung. Hausmann war von 1946 bis 1950 in Folge bayerischer Meister im Hammerwurf.

## Ehrungen
- Ehrenmitgliedschaft des Verbandes der Bayerischen Schulgeographen (1983)
- Bundesverdienstkreuz am Bande (1989)
- Julius Wagner-Medaille des Verbandes Deutscher Schulgeographen (1990)

## Schriften (Auswahl)
- Länderkunde von Europa. (= Erdkundliches Unterrichtswerk für Mittelschulen. Bd. 1 a). Oldenbourg, München, Düsseldorf 4. Aufl. 1965.
- Länderkunde von Asien und Australien. (= Erdkundliches Unterrichtswerk für Mittelschulen. Bd. 2 a). Oldenbourg, München, Düsseldorf 5. Aufl. 1963.
- Länderkunde von Afrika und Amerika. (= Erdkundliches Unterrichtswerk für Mittelschulen. Bd. 3 a). Oldenbourg, München, Düsseldorf 1962.
- Deutschland und die Weltwirtschaft. (= Erdkundliches Unterrichtswerk für Mittelschulen. Bd. 4 a). Oldenbourg, München, Düsseldorf 1963.
- Die Oberallgäuer Flyschlandschaft. Naturwissenschaftliche Dissertation, maschinenschriftliches Manuskript, München, 24. Juli 1953.